# MILESTONE (GYROAXIAの曲)
『MILESTONE』（マイルストーン）は、GYROAXIAの配信限定シングル。2023年7月22日に発売された。劇場アニメ『劇場版アルゴナビス AXIA』のエンディングテーマに起用された。

## 収録曲
1. MILESTONE (4:22)
  - 作詞：ASH DA HERO、作曲： 御恵明希(シド)、編曲：御恵明希(シド)・加藤貴之